# Coleophora badiipennella
Coleophora badiipennella là một loài bướm đêm thuộc họ Coleophoridae. Nó được tìm thấy ở châu Âu.
Sải cánh dài 9–11 mm. Con trưởng thành bay từ tháng 6 đến tháng 7 tùy theo địa điểm.
Ấu trùng ăn Ulmus procera, Ulmus minor, Corylus, Prunus spinosa, Fraxinus, Acer.